# 사람 (가운데땅)

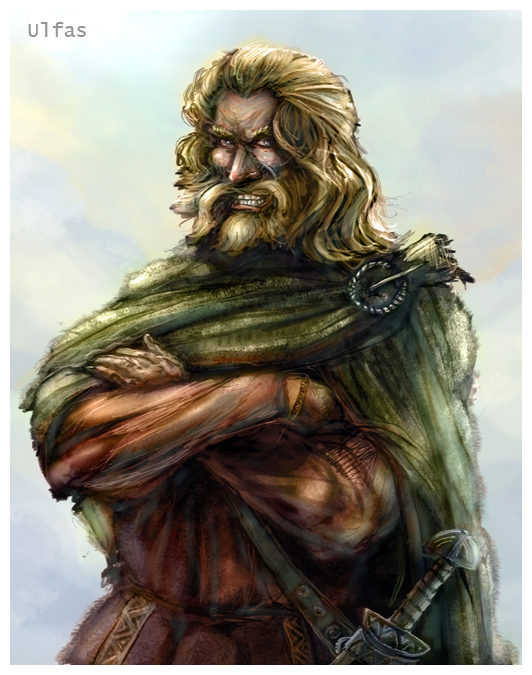

사람(Man)은 J. R. R. 톨킨의 가운데땅을 무대로 한 소설, 「호빗」, 「반지의 제왕」, 「실마릴리온」 등에 등장하는 종족.
몇 개의 변종도 존재하지만, 대개 현실의 사람과 같은 생물이다.
마법사는 인간의 모습을 하고 있지만, 인간은 아니다.
요정이나 난쟁이도 인간과 닮아 있지만, 다른 종족이다.
요정은 꿰냐로 「제2의 백성」을 의미하는 아타니(Atani)라 불렀다. 일루바타의 아이들 가운데, 요정이 먼저 눈을 뜨고 인간은 나중에 눈을 떴기 때문이다.
요정들은 여러 가지 이유로부터, 인간을 많은 이름으로 불렀다.
- 「뒤따르는 사람」을 의미하는 힐도르(Hildor)
- 「후에 태어난 사람」을 의미하는 아파노나르(Apanonar)
- 「병을 가지는 사람」을 의미하는 엥워르(Engwar)
- 「유한의 생명의 사람」을 의미하는 피리마르(Firimar)

그 밖에, 「침해자」, 「타관 사람」, 「불가해한 사람」, 「스스로를 저주하는 사람」, 「밤을 무서워하는 사람」, 「태양의 아이」 등.
아타니는 신다린으로 에다인으로 번역되었다. 그러나 이 통칭은 보석 전쟁에서 요정에 호의적인 인간만 사용되었다.
톨킨의 사용법에서는, 대문자로 시작되는 Man는 남성 뿐만이 아니라, 인류 전체를 나타낸다(꿰냐에서는atan). 한편, 소문자로 시작되는man은 어떤 종족이든, 성인 남성(꿰냐에서는ner)을 가리킨다. 예를 들면, 레골라스를 man라고 부르는 것은 올바르지만, Man는 아니다.

## 인간에게의 선물·죽음
인간은, 창조신 에루 일루바타에 의해서 만들어진, 제2의 백성이다.
제1의 백성 요정이 제1시대의 초에 눈을 뜬 것에 대해, 인간은 태양의 시대까지 눈을 뜨지 않았다. 이 때문에 요정들은 그들을 「제2의 백성」을 의미하는, 꿰냐로 「아타니」, 신다르어로 「에다인」이라고 불렀다.
인간은 일루바타로부터, 이른바 「선물」이 주어지고 있었다. 죽음 (mortality)이다.
요정은 불로이며, 어느 의미로 불사이다. 그들은 이 세상에 있는 동안 늙는 것이 없다. 육체를 현저하게 손상시키면 육체의 죽음을 맞이하지만, 그 영혼은 맨도스의 관에 맞아들여져 이 세상의 마지막까지 세계의 안쪽에 머문다.
한편 인간은 늙음이나 병에 의해서 용이하게 육체의 죽음을 맞이해 그 영혼의 행방은 바라르조차도 알 수 없다.

## 요정과의 만남
인간들은 제1시대의 태양이 처음으로 오른 해, 태양의 시대의 1년에, 히르드리엔으로 눈을 떴다.
서방에의 여행을 계속하지 않았던 어두운 곳의 요정, 아바리들이 그들의 교사가 되었다.
에다인들이 서방에 여행을 떠난 것은, 아바리로부터 바라르의 존재를 들었기 때문이였다.
서방에의 긴 여행을 계속해 그들이 베레리안드에 들어간 것은 태양의 시대의 305년이었다.
핀로드 페라군드가 그들을 찾아냈을 때, 그들은 과거의 일을 아무것도 말할 수 없었지만, 그들의 말은 쿠웬야를 닮아 있었기 때문에, 교류는 어렵지 않았다.

## 인간의 분류
인간들은 서로 관련이 있지만, 다른 문화를 가져, 다른 집단이 되었다. 파라미아 사정, 두네다인은 전승 중에서 인간을 3분했다. 「위의 사람」이 누메노르인, 「안의 사람」 「황혼의 인간」은 로히아림이나 북국인, 그리고 「암흑의 인간」즉 동부지역 무사등의 만족이다. 그러나 파라미아가 보는 곳, 로히아림이 진보할 뿐으로 두네다인은 쇠퇴해, 똑같이 안의 사람이 되고 있다고 한다.
각 민족의 상세한 것에 대해서는 각 항목을 참조.

### 에다인
제1시대의 가장 중요한 집단은 에다인이었다. 「에다인」이란 본래, 인간 전체를 나타내는 말이었지만, 베레리안드의 요정들은, 그들과 함께 싸운 인간만을 이렇게 불렀다.
에다인에는 세 개의 가계가 있다. 에다인의 제일의 가계는, 베올가이다. 그들은 태양의 시대의 305년에 베레리안드에 들어갔다. 피나르핀 왕가에게 충성을 맹세해, 핀로드 페라군드에 의해서 드르소니온의 라드로스 지방을 영지로서 주어졌다.
에다인의 제2의 가계는, 하라딘족이다. 그들은 여족장 하레스에 이끌리고 브레실에 가까스로 도착해, 신골에 거기에 사는 것이 용서되었으므로, 하레스의 족으로 불렸다.
그들과 다른 2씨족이라는 말에는, 격차가 있었다. 또 변화를 좋아하지 않고, 신다르어를 기억하는 것도, 다른 씨족보다 적었다.
에다인의 제3으로 해 최대의 가계는, 마라하의 족이다. 그들은 마라하에 이끌리고 베레리안드에 들어갔다. 핀고르핀 왕가에게 충성을 맹세해, 마라하의 자손 허들이 핀곤에 달러-로민을 영지로서 주어져 이후 허들가로 불렸다.

### 두네다인
분노의 싸움에서 모르고스가 붙잡혀 제1시대가 끝나면, 일루바타는 긴 동안 요정과 함께 싸워 온 에다인을 위해서, 불사의 나라 아만과 가운데땅의 사이에 누메노르라는 섬을 양성해 주었다.
요정들은 그들을 「서방의 에다인」을 의미하는 두네다인이라 불렀다. 그들은 길이 높고, 장수를 자랑하게 되었다.

#### 누메노르인
반에르프의 엘로스는, 누메노르의 초대의 왕 탈-민야트아로서 즉위 했다.
그들은 인간중에서 가장 고귀하고 상위에 있는 것으로서 긴 동안 번영때를 즐겨, 제2의 명왕 사우론을 잡을 정도로 강대한 세력을 가지게 되었다. 중에는 가운데땅에 식민지를 만들어, 가혹한 지배를 하는 것도 있었다.
어느덧 그들은 요정의 불사를 부러워하게 되어, 바라르가 사는 불사의 나라 아만으로 쳐들어갔다.
제2시대의 3319년, 누메이노르의 섬도 국민도, 바다에 삼켜져 소멸했다.
에렌디르가 인솔하는 「세츠오파」라고 불리는 사람들은, 아만에의 원정에 참가하지 않고 누메노르를 탈출해, 가운데땅에 아르노르와 곤드르라는 왕국을 만들었다.

#### 아르노르
아르노르는 에렌디르의 아들 이시르두아의 혈통을 잇는 북방 왕국이다. 제3시대 861년에 왕국은 3개국에 분열해, 1974년에 삼국 모두가 멸망했다. 북방 왕국의 왕통은 황야를 헤매는 두네다인의 족장에 의해서 몰래 계승해졌다.

#### 곤드르
곤드르는 에렌디르의 아들 아나운서-리온의 혈통을 잇는 남방 왕국이다. 제 3기 2050년에 에아르누아 왕의 죽음을 가지고, 왕통은 끊어졌다. 북방인과의 혼혈에 의해 서서히 에다인의 피를 엷게 해 갔지만, 집정가의 통치에 의해서, 긴 동안 명왕의 세력과 계속 싸웠다.

#### 흑 나무 누메노르인
흑 나무 누메노르인은 누메노르의 붕괴시, 가운데땅의 식민지에 있었기 때문에 살아남은, 타락한 왕통파의 두네다인이다. 운바르를 거점으로 곤드르와 대립해, 제3시대의 933년에 멸망했다.

#### 운바르의 해적
운바르의 해적은 곤드르의 왕권 분쟁에 진, 왕위 찬탈자 카스타미아의 아이들의 일파가, 제3시대 1448년에, 운바르에 수립한 세력이다. 공격을 반복해, 곤드르를 괴롭혔지만, 1810년에 운바르다킬에 의해서 카스타미아의 자손들은 멸망했다.
곤드르의 국력이 약해지면, 운바르에는 하라드림이 많이 정착해, 두네다인의 피는 엷어져 갔다. 그들도 또 해적으로서 곤드르를 괴롭혔지만, 반지 전쟁에서 아라고른이 인솔하는 사망자의 군단에 멸해졌다.

### 갈색인
갈색인(Dunlendings)은 하레스의 족과 관련이 있는 일족이다. 북쪽은 아르노르, 남쪽은 곤드르에 끼워진, 에네드와이스와 민히리아스의 땅의, 에리어 실업 수당을 가리는 오모리숲에 살고 있었다.
제2시대의 성시의 누메노르인이, 조선을 위해 이 숲의 나무를 베어 쓰러뜨리면, 그들은 누메노르인에 적의를 안았다. 누메노르의 두네다인과 갈색인과는 먼 혈연이 있었지만, 말이 너무나 달라 버렸기 때문에, 서로를 친척이라고는 생각하지 않았다.
제3시대의 2510년에 카레나르존의 땅이 로한의 국민에게 줄 수 있으면, 그들은 아이젠강을 사이에 두어 격렬하게 대립했다. 반지 전쟁에서는, 사루만에 협력해 로한을 공격했다.
이시르두아의 저주를 받아 사망자의 길에 머물고 있던 사망자들도, 갈색인과 관련이 있었다.
방어-마을의 사람들도, 갈색인과 관련이 있다.

### 하라드림
하라드림은 운바르의 동쪽, 모르드르의 남쪽으로 살고 있던 거무스름한 피부를 가지는 사람들로, 거대한 짐승 「총」을 구사해 싸웠다.
곤드르에 적대적이었던 모아 두어 제3시대의 1050년, 햐르멘다킬 1세에 의해서 격퇴되었다.
반지 전쟁시에는 운바르의 세력과 함께 남쪽에서의 중대한 위협이 되고 있었다.
그러나 톨킨은, 그들은(동부지역 무사와 같게) 사우론에 몹시 속은, 가장 할 마음이 없는 말이었다고 강하게 시사하고 있다.

### 동부지역 무사
동부지역 무사는 다고르 브라고르라하의 후, 태양의 시대의 457년 즈음에, 에다인에 150년 정도 늦게 베레리안드에 들어가, 페아노르 왕가를 시중들었다.
그러나 그들 중 우르팡이 인솔하는 일족은, 모르고스에 속여진 배반자였기 때문에, 니어나이스 아르노이디아드와 마이즈로스의 연합은 심한 패배를 입었다.
살아 남은 모르고스 부하의 동부지역 무사들은, 히스룸의 땅이 주어져 분노의 싸움에서 모르고스가 패배할 때까지, 그 땅을 치료했다.
제2시대가 되면 그들은 로바니온의 동쪽, 모르드르의 북쪽에 있는 류의 호수보다 동쪽의 땅에 살아, 사우론의 영향을 받게 되었다.
마지막 동맹의 싸움으로 요정과 인간의 동맹군에 깨어지지만, 제3시대의 492년에는, 다시 곤드르에 덤벼 들었다.
그 후도 동부지역 무사의 분가인 「마차족」이 1851년부터, 또 다른 분가인 「바르호스」가 2510년부터와 반복 곤드르에 도전해, 그 국력을 빼앗아 갔다.
반지 전쟁시는 페렌노르들의 전투, 모란논의 전투에서, 모르드르의 원군으로서 싸웠다.

### 북국인
북국인(노스멘)은 에다인 가운데, 누메노르로 건너는 것을 거절한 허들가의 인간과 히르드리엔으로부터의 서방에의 여행을 안개 체산맥이나 파랑의 산맥을 넘는 일 없이 끝낸 인간들의 자손이다.
그들은 로바니온에 살아, 긴 동안 에르다르와 교류하는 것이 없었기 때문에, 두네다인에게 줄 수 있던 긴 수명이나, 상고의 지식 등은 가지지 않았지만, 모르고스나 사우론에 유혹된 적도 없고, 용감하고 마음이 바른 사람들이었다. 골짜기의 나라나 에스가로스의 사람들, 비요른의 일족이나 로히아림이 북국인의 자손이다.
쇠미하기 전의 곤드르가 가져온 평화 아래에서, 북국인은 그 수를 늘렸다. 곤드르측은 동부지역 무사에게의 준비로서 그들을 운도인 이북, 록삼오모리숲(어둠의 숲) 이남의 광대한 토지에 살았다. 그러나 북국인 안에 동부지역 무사에 가담하는 사람도 나왔기 때문에, 제3시대 1248년, 곤드르왕 로멘다킬 2세는 대규모 원정을 실시해 동부를 진압했다. 그 한편, 왕은 협력적인 북국인은 많이 닫았다.
비두가비아(Vidugavia)
자칭 로바니온의 왕이지만, 실제의 지배 지역은 록삼과 하야세가와 케르두인의 사이였다. 그런데도 북국인 제후중에서는 가장 세력이 있어, 로멘다킬 2세상의 평판이나 경사스러웠다. 1250년에는 바라카르 왕자를 대사로서 맞아들이고 있다.
비두마비(Vidumavi)
비두가비아의 딸. 아름답고 고귀하기는 했지만, 두네다인에서 보면 단명이었다. 인가의 여자가 바라카르의 왕비가 되었던 것에 대해, 이민족을 경시하는 곤드르 귀족은 반발해, 후에 내란이 일어나게 된다.
마르하리(Marhari)
비두가비아의 직계의 자손. 마차족의 내습에, 나르마킬 2세와 함께 직면한 북국인의 지도자. 광야의 전투로의 후위전에서 사망했다.
마르후위니(Marhwini)
마르하리의 아들. 마차족에의 반란을 지휘해, 카리메후타르 왕과의 제휴로 로바니온을 해방했다.
포르스위니(Forthwini)
마르후위니의 아들. 온드헤아왕과 함께 마차족에 대항했지만, 패전이 되었다.

### 에오세오드
에오세오드(Eotheod)는 북국인의 자손들이며, 로한 건국 이전의 로히아림을 찌르는 명칭이다. 원래는 어둠의 숲의 니시, 다치게 해 강과 카락의 사이의 대하 운도인의 골짜기에 살고 있었다. 달러 그르두아의 위협이 늘어나는 가운데, 앙마르의 마왕의 패배를 들은 그들은, 일족을 두어 북방으로 이주하기로 했다.
앙마르의 잔당을 구축한 에오세오드는, 그 땅에 스스로의 나라를 쌓아 올렸다. 영토는 어둠의 숲의 북쪽, 안개 체산맥에서 숲의 강의 사이에서 만났다. 또, 운도인의 2개의 원류인 장 나무원과 그레이 인의 합류하는데 국내 유일한 성시가 있었다.
후룸가르(Frumgar)
북쪽에의 이주를 지휘한 족장.
후람(Fram)
후룸가르의 아들. 회색 산맥 에레드 미스인에 깃들이는 오타츠 스카사를 퇴치해 막대한 재보를 얻었다. 그러나 재보의 소유권을 주장하는 난쟁이들에 대해서, 스카사의 치아의 목걸이를 보내버려 「이런 보물은 좀처럼 없을 것이다」라고 공언했기 때문에, 살해되어 버렸다.
레오드(Leod)
로한 초대 국왕 에올의 아버지. 야생의 말의 조교를 다루었지만, 생포한 흰 망아지가 성장했더니 익숙하게 타지 못해 낙마. 42세에 사망했다.

### 롯소스족
가운데땅의 북부, 포로헬미사키에 사는 민족. 일찍이 북방의 황무지에 살고 있던 포로드와이스족의 후예라고 해 다른 사람에게서는 설인이라고도 불린다. 한랭인 토지에서의 생활에 적응하고 있어, 휘어짐이나 수골의 스케이트를 이용하고 사냥을 실시했다.
제3시대 1974년에 아르노르의 마지막 왕 아르베두이가 도망해 왔을 때, 도움이 된 것이 그들이다. 이렇게 말해도 처음은 내키는 마음은 아니었던 것 같다. 롯소스족은 앙마르의 마왕을 매우 무서워해, 아르베두이가 내민 보석은 그들에게 별로 가치가 없는 것이었기 때문이다. 동정 반, 왕들의 무기에의 공포 반으로 시작된 공동 생활이었지만, 겨울을 넘는 무렵에는 양자는 완전히 허물 없이 있었다. 그 때문에, 도움의 배가 왔을 때에는 불길의 운명을 감지해 왕을 돌아가지 못하게 했다. 결국 아르베두이는 충언에 따르지 않고 출항해 조난사 해 버리지만, 왕가의 보물 「바라히아의 반지」는 롯소스족이 맡고 있어서 살아났다.

### 드르에다인 또는 워제
드르에다인은 신장 120 cm 정도로 키가 작고, 큰 엉덩이와 굵고 짧은 다리를 가지는, 배타적인 종족이다.
기묘한 일로 그들은, 그들과 같게 배타적인 성격을 가지는, 하레스의 족과 함께 브레실의 숲에 살고 있었다. 완강한 종족이며, 숲안에 간단한 거주지 밖에 만들지 않았다. 날카로운 후각을 가지는 뛰어난 추적자이며, 또 하레스의 족은 그들이 하등의 마법의 힘을 가진다고 믿고 있었다.
보석 전쟁동안에 몇 수가족에게까지 인구를 줄였지만, 분노의 싸움의 뒤에, 그들도 누메노르로 건너는 것이 용서되어 인가의 땅에서 번창했다. 그들에게는 예언의 힘이 있어, 누메노르가 가라앉기 전에, 전원이 가운데땅으로 걸쳐 갔다.
제3시대에는 그들은 로한에 있는 드르아단의 숲에 사는 「워제(야인)」로서 알려져 있었다. 반지 전쟁에서는 로한군에 협력해, 그 공적 때문에, 에렛서르 왕은 드르아단의 숲에의 타관 사람이 들어오는 것을 영구히 금지했다.

### 호빗
호빗은 완전히 독립한 종족이라고 하는 것보다도, 인간 1분가라고 생각할 수 있다.
그들의 생활 습관이나 문화가 인간의 것과 닮아 있기 때문이다.
그들의 기원은 확실치 않지만, 제3시대에 로바니온으로부터 호빗장으로 옮겨 왔다.

## 특필해야 할 인간

### 제1시대
- 바라히르의 아들 베렌
- 후린의 아들 투린
- 후오르의 아들 투오르

### 제2시대
- 에렌디르의 아들 이시르두아와 아나운서-리온
- 황금왕 알-파라존

### 제3시대
- 아라소른의 아들 아라고른
- 데네소르의 아들 보로미르와 파라미르
- 세오덴의 조카 에오메르과 질녀 에오윈